# قصف شاربورغ

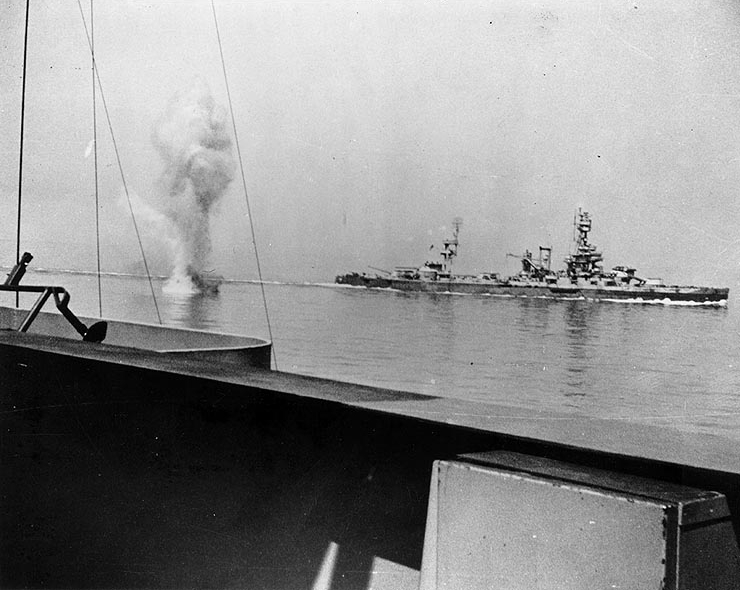
صورة توثق لحظة سقوط قذيفة أطلقتها المدافع الألمانية الساحلية بين سفينتي يو إس إس تكساس (في خلفية الصورة) ويو إس إس أركنساس التابعتين لقوات الحلفاء، خلال تبادلهما القصف مع مدفعية هامبورغ الألمانية.

وقع قصف شاربورغ في 25 يونيو 1944 خلال الحرب العالمية الثانية عندما هاجمت سفن من البحرية الأمريكية والبحرية الملكية البريطانية التحصينات الألمانية في مدينة شاروبورغ الفرنسية، وفي المناطق القريبة منها، دعمًا لوحدات الجيش الأمريكي التي كانت منخرطة في معركة شاربورغ. دخلت القوات البحرية التابعة للحلفاء في سلسلة من المعارك مع سلاح المدفعية الألماني الساحلي وقدمت إسنادًا قريبًا لقوات المشاة أثناء قتالهم للسيطرة على المدينة. في بادئ الأمر، كان من المقرر أن يستمر القصف لساعتين فقط، لكنه مدد ساعة إضافية لدعم وحدات الجيش التي تحاول اقتحام شوارع مدينة شاربورغ. بعد القصف، استمرت المقاومة الألمانية للاجتياح حتى نهار 29 يونيو، وذلك عندما تمكن الحلفاء من السيطرة على الميناء. استمرت بعدها عملية تطهير الميناء، وتجهيزه للاستخدام، عدة أسابيع.
عقب إنزال نورماندي، وبعد تمكن الحلفاء من تأمين موقع بجانب الميناء لتغطية اقتحام قواتهم مدينة شاربورغ، تبنى الألمان إستراتيجية تجميع قوات الحلفاء في نورماندي ومنعهم من الوصول إلى أقرب ميناء رئيسي في شاربورغ، وبالتالي حرمانهم من أي إمدادات. بحلول منتصف شهر يونيو، أغلقت قوات المشاة الأمريكية شبه جزيرة كوتنتين. لكن، سرعان ما توقف تقدمها، وشرع الألمان في تدمير مرافق الميناء. ردًا على ذلك، استأنفت قوات الحلفاء جهودها الرامية للاستيلاء على المدينة، وتقدمت، بحلول 20 يونيو، ثلاث فرق مشاة بقيادة الجنرال كولينز لتصبح على بعد ميل واحد فقط من خطوط الدفاع الألمانية. بدأ هجوم قوات الحلفاء على مدينة شاربورغ في 25 يونيو، فقصفت فرقة عمل بحرية ضخمة المدينة بهدف تحييد خطر المدفعية الساحلية الألمانية وتقديم الدعم لقوات المشاة التي كانت تهاجم المدينة.
قُسمت فرقة العمل إلى مجموعتين اثنتين، تكونت كل واحدة منها من مجموعة متنوعة من السفن الحربية، بما في ذلك بوارج وطرادات ومدمرات وكاسحات ألغام. خصص لكل سفينة سلسلة من الأهداف البرية. كانت قذائف المدفعية الألمانية دقيقة للغاية على بعد 15000 ياردة (14000 متر)، وكانت قادرة، في بعض الأحيان، على محاصرة السفن المناورة وشل حركتها بشكل كامل. مع ذلك، أعاقت الذخيرة المعيبة الجهود الألمانية الرامية لمنع سفن الحلفاء من التحرك. بعد تعرضها للقصف، تمكنت السفن الثقيلة من الانسحاب، مستغلة نشر مدمرات الحلفاء الدخان في المنطقة للتغطية على تحركاتها.  
بعد العملية، أجمعت جميع التقارير التي وضعتها قوات الحلفاء على أن قصف السفن الصغيرة للدفاعات الألمانية مثل الطريقة الأكثر فعالية والأكثر تكبيدًا للخسائر في صفوف العدو. كانت هذه السفن قادرة على الاشتباك مع أهداف صغيرة نسبيًا على بعد 2000 ياردة (1800 متر) من الشاطئ، وأثبتت أنها ذات أهمية كبيرة في توفير الإسناد القريب لقوات المشاة المهاجمة. في المقابل، عطلت المدافع الثقيلة 22 هدفًا بحريًا من أصل 24 هدف دون أن تتمكن من تدمير أي منها، وكانت هجمات المشاة ضرورية لضمان عدم تمكن العدو من إعادة تفعيل المدافع. عندما سقطت المدينة، كانت المدافع المحمية، التي كان من الممكن للألمان استخدامها لقصف مناطق الداخل باتجاه تقدم قوات الحلفاء، لا تزال موجهة نحو البحر.

## خلفية
بمجرد تقييم القادة الألمان لهجوم الحلفاء في نورماندي على أنه الاجتياح الرئيسي، بدأ الجيش الألماني التحضير لهجوم مضاد. نقلت مراكب الهجوم السريع الألمانية المتوضعة في شاربورغ إلى ميناء مدينة سان مالو واستقرت فيه بهدف حماية القطع البحرية. كان من المقرر أن تنتقل أربع مدمرات من ميناء بريست، مع مركبات الهجوم السريع، لكنها تعرضت للغرق أو العطب. بحلول 14 يونيو، عمل الألمان على منع قوات الحلفاء من استخدام المنشآت الرئيسية الخاصة بميناء شاربورغ من خلال زرع الألغام فيه. استمر القصف المدفعي الإنجليزي العنيف، الذي دمر ميناء «مولبيري أي» الاصطناعي، حتى 22 يونيو. شُلت الحركة اللوجستية على الشاطئ بشكل مؤقت، في الوقت الذي كان فيه الحلفاء بأمس الحاجة للسيطرة على ميناء شاربورغ.
تمكن مشاة الحلفاء، بحلول 18 يونيو، من إغلاق شبه جزيرة كوتنتين بشكل شبه كامل. مع ذلك، استقرت، بحلول تلك الفترة أيضًا، خطوط الدفاع الألمانية، وتوقف الدعم الأمريكي. اعتبارًا من 23 يونيو، نشر الجيش الألماني قوات حامية قوامها 40 ألف جندي في مدينة شاربورغ بقيادة الجنرال لوتنانت الجديد، كارل فليهيلم فون شلايبين. آمن هتلر بإمكانية إفشال هجوم الحلفاء في حال تمكن الجيش الألماني من منع سقوط شاربورغ، فأمر بتحصينها بشكل منيع، وتطبيق خطة «القلعة» الدفاعية على المدينة. كان من المتوقع أن تخسر القوات البرية الأمريكية، وفقًا لخطة هتلر الدفاعية، أكثر من 2800 قتيل و13500 قتيل قبل سيطرتها على المدينة.
كان الألمان قد نصبوا مدافع في عشرين مكمن على شواطئ شاربورغ وما حولها، 15 منها من عيار 15 سم (6 إنش) أو أكثر، ثلاثة منها من عيار 28 سم (11 إنش). إضافة إلى هذه المدافع، نصب الألمان العديد من المدافع ذات عيار 7.5 سم و 8.8 سم (3 و 3.5 إنش)، يمكن استخدام العديد منها باستهداف قوات المشاة المتقدمة داخل مدينة شاربورغ. بهدف دعم الهجوم البري، وضع الأدميرال مورتون ديو، في 15 يونيو، خطة قصف بحري. خلال التخطيط للقصف، وفي أواخر شهر يونيو، اندلعت عاصفة في القناة الإنجليزية تسببت في تشتيت فرقة عمل دايو وسط البحر وفي الموانئ البريطانية؛ تجمعت القوة مرة أخرى في ميناء بورتلاند بمقاطعة دورست الإنجليزية. توقف تقدم الفيلق السابع التابع للجيش الأمريكي في شبه جزيرة كوتنتين، بعد تحقيقه لتقدم بسيط، بسبب قوة المقاومة الألمانية. كان القصف البحري المقترح صعب التطبيق، لأن تقدم الفرق التاسعة والتاسعة والسبعين والرابعة جعلها على بعد ميل واحد فقط من مدينة شاربورغ. بأمر من الجنرال كولينز من الفيلق السابع، سرع ضابط اتصال في جيش الحلفاء، كان على متن سفينة يو إس إس توسكالوسا، الاتصالات بين الأجهزة والقيادات المختلفة. اختصرت العملية البحرية من قصف لمدة ثلاث ساعات إلى قصف لمدة ساعة ونصف الساعة فقط، واقتصرت الأهداف فيها على تلك التي اختارها الجيش.

## قوة العمل المشتركة
بهدف دعم تقدم قوات الحلفاء على أرض شبه جزيرة كوتنتين والهجوم على التحصينات الألمانية، نُظمت قوة قصف جديدة تابعة للأسطول الثاني عشر (القوة سي تي إف 129) بقيادة الأدميرال مورتون ديو من بحرية الولايات المتحدة. تمثل الهدف من قوة القصف الجديدة بردع المدفعيات الساحلية الألمانية التي قد يستخدمها الألمان باستهداف قواة المشاة المتقدمة باتجاه شاربورغ. كلفت القوات البحرية بالتنسيق مع قاذفات القنابل التابعة لسلاح الجو لاعتراض عمليات الإمداد.